# Muzeum Mazurskie w Szczytnie
Muzeum Mazurskie w Szczytnie – oddział Muzeum Warmii i Mazur w Olsztynie.

## Historia
Powstało w 1945 r. na bazie ocalałych zbiorów dawnego niemieckiego Heimatmuseum, które założono w 1925 r. 
Muzeum gromadzi zbiory archeologiczne, artystyczno-historyczne, etnograficzne, numizmatyczne i przyrodnicze. Zbiory kartograficzne, niewielka kolekcja, gromadzone są razem z księgozbiorem muzeum, który obejmuje także starodruki. 
Od 1948 r. muzeum zajmuje pomieszczenia w południowym i wschodnim skrzydle ratusza miejskiego, wzniesionego w 1936 r., którego dziedziniec od zachodu zamykają pozostałości XIV-wiecznego zamku krzyżackiego, gdzie wcześniej miało ono swą siedzibę.
Ekspozycje stałe Muzeum Mazurskiego w Szczytnie poświęcone są historii i kulturze materialnej Mazurów. Dokumenty i przedmioty zabytkowe prezentowane na wystawach stałych obrazują skomplikowane dzieje pogranicza polsko-niemieckiego i bogactwo tradycji regionu Mazur, wynikające z jego wielokulturowości. 
Muzeum organizuje również wystawy czasowe, poświęcone interesującym zjawiskom i faktom z dawnego i współczesnego życia regionu Mazur. W ich ramach prezentowane są także m.in. interesujące kolekcje ze zbiorów własnych oraz innych muzeów polskich, jak również kolekcje prywatne.

## Doroczne imprezy
- Jarmark Mazurski